# Karl Stieler

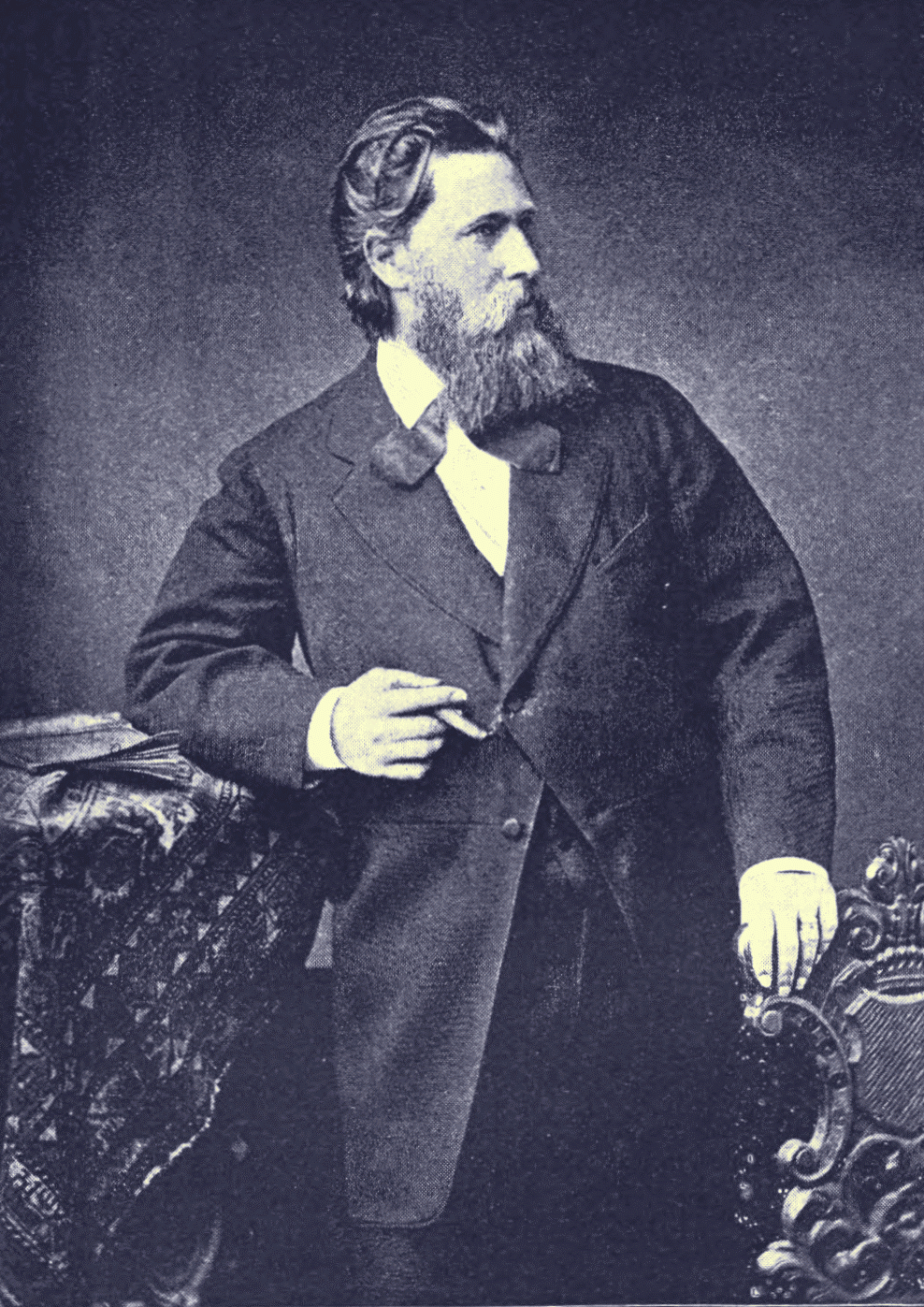
Karl Stieler, Foto von Franz Hanfstaengl

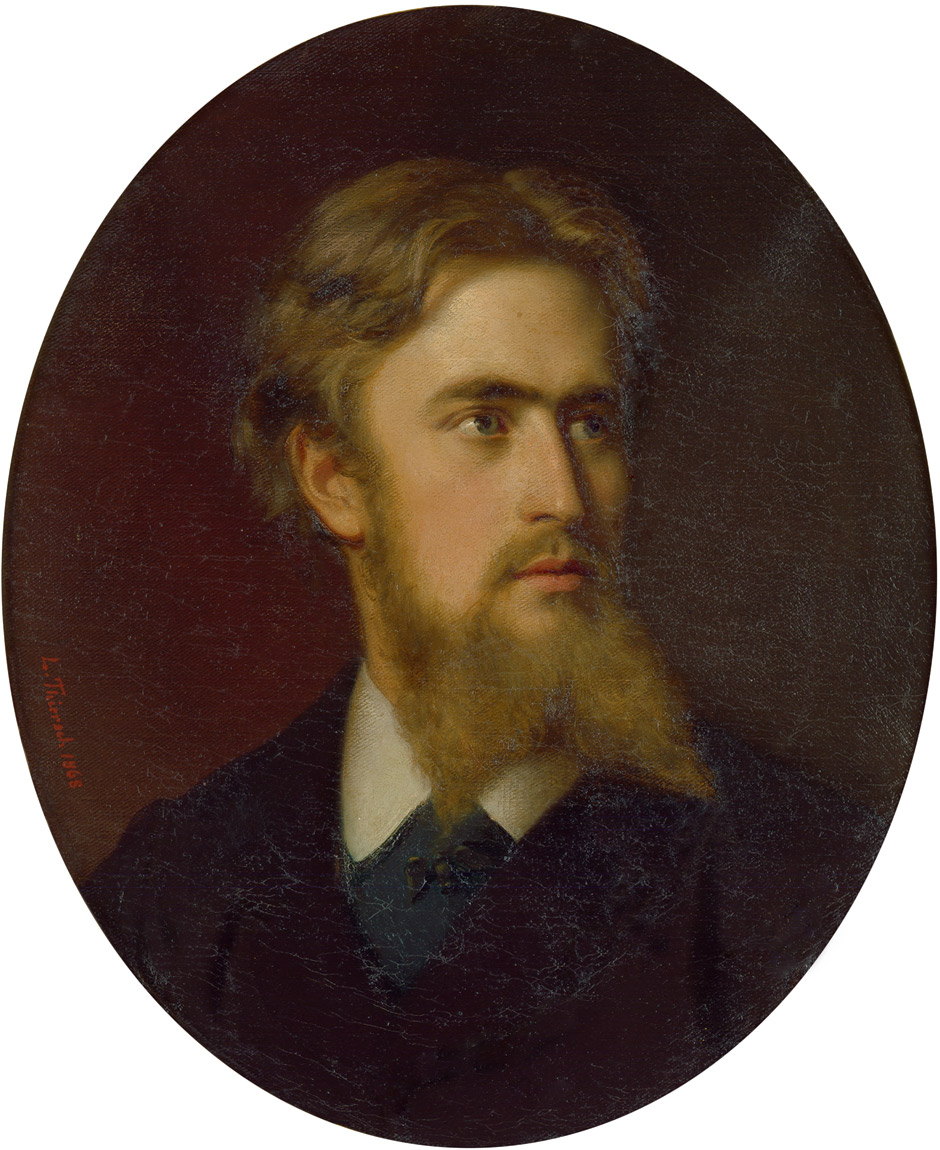
Karl Stieler, Gemälde von Ludwig Thiersch, 1868

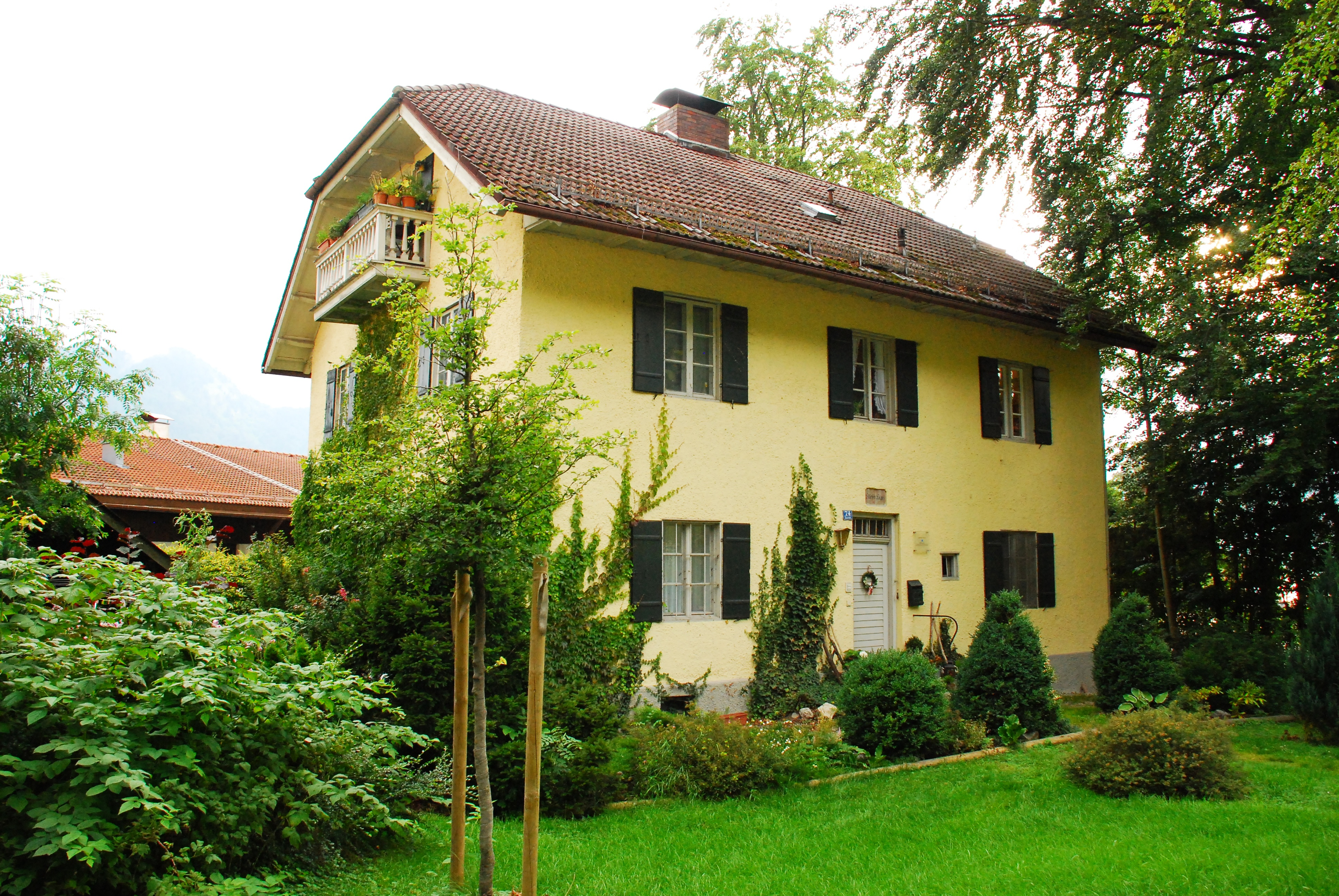
Sommerhaus, heute sogenanntes Stieler-Haus in der Seestraße 74 in Tegernsee

Karl Stieler (* 15. Dezember 1842 in München; † 12. April 1885 ebenda) war ein deutscher Dichter mit Wirkungsschwerpunkt in Bayern, der beruflich auch als Archivar und Jurist tätig war. Neben Gedichten in bayerischer Mundart und hochdeutscher Lyrik schrieb er auch Reise- und Landschaftsschilderungen, kulturgeschichtliche Vorträge und politische Aufsätze. Größere Gattungen wie Roman oder Drama fehlen dagegen in seinem Werk. Als Anhänger fortschrittlicher, national-liberaler Strömungen war er auch politisch engagiert. Sein plötzlicher Tod mit nur 42 Jahren kam einer – teils bereits geplanten – Weiterführung seines Werkes zuvor.

## Leben und Werk
Stieler kam 1842 als ältester gemeinsamer Sohn des bayerischen Hofmalers Joseph Karl Stieler und dessen zweiter Ehefrau, der Dichterin Josephine von Miller in München zur Welt. Der kräftige, und offenbar früh schon sehr lebhafte Junge verbrachte eine glückliche Kindheit in München und im Sommerhaus der Familie am Tegernsee. Dort kam er auch mit Forstarbeitern und Bauern in Kontakt, denen er bei der Arbeit half. Diese direkte Teilhabe gilt, neben seiner Beobachtungsgabe, als eine wichtige Quelle seiner Bayerndarstellungen.
1853 bis 1861 besuchte er eine Klasse des Münchner Ludwigsgymnasiums, aus der noch einige weitere bedeutende Gelehrte hervorgingen, darunter auch sein späterer Biograph Karl Theodor von Heigel. Der Tod des kranken Vaters traf den erst sechzehnjährigen Gymnasiasten tief und beeinflusste seine weitere persönliche Entwicklung wesentlich: Karl Stieler selbst hielt fest, er sei dadurch ernster und pflichtbewusster geworden und habe sich seinen eigentlichen Zielen und seiner wahren Persönlichkeit ernsthafter zugewandt als zuvor.
Als Jugendlicher wollte er zunächst ebenfalls Maler werden, glaubte jedoch, für die bildenden Künste nicht begabt genug zu sein und fand schließlich, über einige durchaus talentierte Skizzen und Versuche, in der Lyrik seine Ausdrucksform. Allerdings zweifelte er auch hier zunächst, ob seine Begabung stark genug sei, seine künstlerische Neigung verwirklichen zu helfen.
Karl Stieler wurde, ähnlich wie sein Vater Joseph, von Zeitgenossen als ehrlicher, aufgeschlossener Mensch beschrieben, dem Freundschaften und intensiver Gedankenaustausch wichtig waren. Er führte später die Tradition des Tegernseer Stielerhauses als beliebtem Künstlertreff weiter und genoss auch als Schriftstellerkollege hohes Ansehen. Ebenso unverkennbar zogen sich allerdings innere Unruhe und Selbstzweifel durch sein Leben.
Nach erfolgreichem Schulabschluss begann er, mangels greifbarer Alternativen, um 1861 an der Münchner Universität Jura zu studieren, belegte dort aber zugleich Vorlesungen in Geschichte, Kunst und Philosophie.
Bei den Professoren der Universität, aber auch im literarischen und intellektuellen Leben der Landeshauptstadt fand Karl Stieler reichhaltig Anregung. Hier machte er insbesondere die Bekanntschaft des Kunsthistorikers Wilhelm Riehl, die sein weiteres Werk beeinflusste. Die Schriftsteller Paul Heyse und Emanuel Geibel führten ihn in die Künstlervereinigung Die Krokodile ein, deren anspruchsvollem Programm, das auf Sprachschönheit und Form besonderen Wert legte, er sich anschloss.
Franz von Kobell, sein verehrtes Vorbild, das er schon in der Kindheit gelesen hatte, inspirierte ihn, sich verstärkt mit Mundartdichtung zu befassen. Weitere Anregungen für die hochdeutsche Dichtung stammten unter anderem von Ludwig Uhland und Heinrich Heine.
Erste Dialektgedichte Karl Stielers wurden positiv aufgenommen und erschienen bereits in den Fliegenden Blättern. 1863 unternahm er zu Fuß eine erste Reise von Lindau in die Schweiz. Knapp zwei Jahre später erschien seine erste Gedichtsammlung Bergbleameln; weitere folgten in zeitlichem Abstand um 1870.
1866 meldete er sich, wohl auch aus enttäuschter Liebe, freiwillig zum Militär und wurde Leutnant auf Kriegszeit, ohne dass seine Einheit selbst in den Krieg eingegriffen hätte. Er bewahrte sich dabei eine gewisse kritische Distanz zum Soldatenleben.
Nach bestandener Abschlussprüfung wurde er 1867 Rechtspraktikant beim Landgericht in Tegernsee. Vielen seiner Gedichte aus dem Bereich Recht und Politik liegen Eindrücke aus dieser Zeit zugrunde. 1868 bestand er die Aufnahmeprüfung zum Staatsdienst und er wurde kurzzeitig Mitarbeiter einer Rechtsanwaltskanzlei. Anschließend setzte er sein Studium an der Universität Heidelberg fort, wo er 1869 promoviert wurde. Er dachte zunächst an eine akademische Karriere, nahm dann aber 1870 eine Stellung beim damaligen Bayerischen Reichsarchiv an, die er bis zu seinem Tod innehatte.
In diese Zeit fielen auch mehrere Reisen Stielers: Er besuchte 1867 die Pariser Weltausstellung und zeigte sich vom Elan der Weltstadt, aber auch von der gediegenen bürgerlichen Kultur Frankreichs stark beeindruckt. Seine zweite größere Reise führte ihn „durch Österreich nach Norden“ – per Schiff auf der Donau von Linz über Wien nach Budapest, von wo er gemischte und vom Patriotismus dieser Zeit gefärbte Eindrücke schilderte: Die spätere Reichshauptstadt Berlin erschien ihm aus bayerischer Distanz als „Stadt der Arbeit“, der es an Esprit mangele; von dort zog er weiter nach Hamburg und Helgoland. 1870 feierte er Ostern in Rom, das ihn als traditionsreicher, antiker Kulturort stark berührte.
Seinen anschaulichen, umfassenden Schilderungen von unterwegs, die zunehmend auch größere Zusammenhänge mit aufnehmen, machten Karl Stieler zum erfolgreichen Reiseschriftsteller. Er hielt auch eine Reihe erfolgreicher Vorträge und wurde zum Vermittler bayerischer – gelegentlich auch ausländischer – Kultur und Lebensart im entstehenden Deutschland. Die meisten dieser Beiträge erschienen zu Lebzeiten zunächst in Zeitungen, bei denen er intensiv mitarbeitete.
1871 heiratete er Mary, geborene Bischof, Tochter eines Nürnberger Kaufmannes, die er als Tegernseer Sommergast kennengelernt hatte. Diese Ehe war zwar offenkundig von gegenseitiger Zuneigung getragen, zugleich aber auf eine schwierige, anfangs fragile Beziehung gegründet: Mary Stieler schien mit den künstlerisch-intellektuellen Aktivitäten ihres Mannes und seiner – auch erotischen – Gefühlsintensität schwer mithalten zu können und geriet bisweilen in eine eher kindliche Rolle. Das Paar hatte drei Kinder. Nach dem Tod ihres Mannes heiratete Mary in zweiter, glücklicher Ehe ihren Schwager Bernhard Seuffert.
Bei Ausbruch des Deutsch-Französischen Krieges wurde Karl Stieler überzeugter Kriegsteilnehmer, begleitete eine Sanitätskolonne zum Kriegsschauplatz und beteiligte sich schließlich an der Belagerung Straßburgs. Seine posthum veröffentlichte Schrift Durch Krieg zum Frieden reflektiert diese Erfahrung.
Im politischen Umfeld des entstehenden Deutschlands stand Stieler für einen fortschrittlichen Liberalismus, der die technologisch-industriellen Innovationen und die sozialen Herausforderungen der Zeit annahm, und die Tradition als Fundament und Inspirationsquelle weiterer Entwicklung begriff.
Er begeisterte sich für die Idee eines geeinten Deutschlands, in dem auch Bayern aufgehen sollte. Er bekannte sich zur Demokratie, benannte aber schon früh bezeichnende Schwächen der seinerzeit revolutionär neuen Regierungsform: In seiner Mundartdichtung problematisierte er dabei vor allem die Anforderungen einer wirklich eigenständigen politischen Willensbildung oder den Ablauf gerechter Wahlen. In Aufsätzen setzte er sich außerdem gezielt mit politischen Fragen, insbesondere etwa dem Schutz des heimischen Waldes als Gemeinschaftsgut, auseinander.
Um 1870 trat er auf Seiten der Liberalen auch persönlich für, wie er es nannte, „Freiheit und Aufklärung“ ein. Seine Positionen führten zu Konflikten mit stärker in der Tradition verhafteten Kreisen in Bayern, aber auch innerhalb seiner Familie.
1878 erkrankte Karl Stieler erstmals schwer und fürchtete um sein Leben. Er war in dieser Zeit beruflich wie schriftstellerisch sehr erfolgreich. Überwiegend in diese letzte Schaffensphase fielen auch seine hochdeutschen Gedichte.
Um 1883 begann eine Liebesbeziehung mit Sophie Kaulbach, der Frau des Malers Hermann von Kaulbach, zu der er zunächst als Nachbar in München und bei verschiedenen gesellschaftlichen Empfängen der Kaulbachs Kontakt hatte. Auch aus dieser Beziehung ging eine ausführliche gedankliche und dichterische Auseinandersetzung hervor. Die sehr eigenständige, im künstlerischen Milieu fest verwurzelte, angesehene Frau und der beliebte Schriftsteller, die sich so zueinander hingezogen fühlten, scheinen sich in ihrer Persönlichkeit gut ergänzt zu haben. Die illegitime Verbindung führte allerdings insbesondere Karl Stieler, der nichtsdestoweniger seine Frau und Familie liebte, moralisch und emotional in einen großen Zwiespalt. Diese Beziehung begleitete ihn bis an sein Lebensende. Nach seinem Tod versöhnten sich Ehefrau und Geliebte miteinander.
Im Winter 1884/85 schrieb der Dichter mit dem Winteridyll seine lyrische Autobiographie. Dieser Rückblick auf sein Leben, der womöglich schon unter dem Eindruck seiner nachlassenden Kräfte entstand, wendet sich auch besonders intensiv seiner Familie zu. Karl Stieler betrachtete dieses Werk letztlich als sein wichtigstes. Auch in der Kritik stieß es auf große Zustimmung als eine ehrliche, gefühlvolle und sicher gestaltete Erzählung seines Lebens.
Im Winter 1884/85 zieht sich Stieler eine schwerwiegende Erkältung zu, von der er sich nicht mehr erholt: Nach einer Kahnfahrt im März 1885 wird er mit hohem Fieber nach München gebracht. Am 12. April 1885 stirbt Stieler mit 42 Jahren in seiner Wohnung in München und wird drei Tage später nach Tegernsee überführt und entsprechend seinem Wunsche auf dem dortigen Friedhof beigesetzt.
Bei seinem Tod waren Mundartdichtungen in größerem Umfang, sowie zwei kulturgeschichtliche Arbeiten bereits in Planung, die jedoch unausgeführt blieben.

## Grabstätte

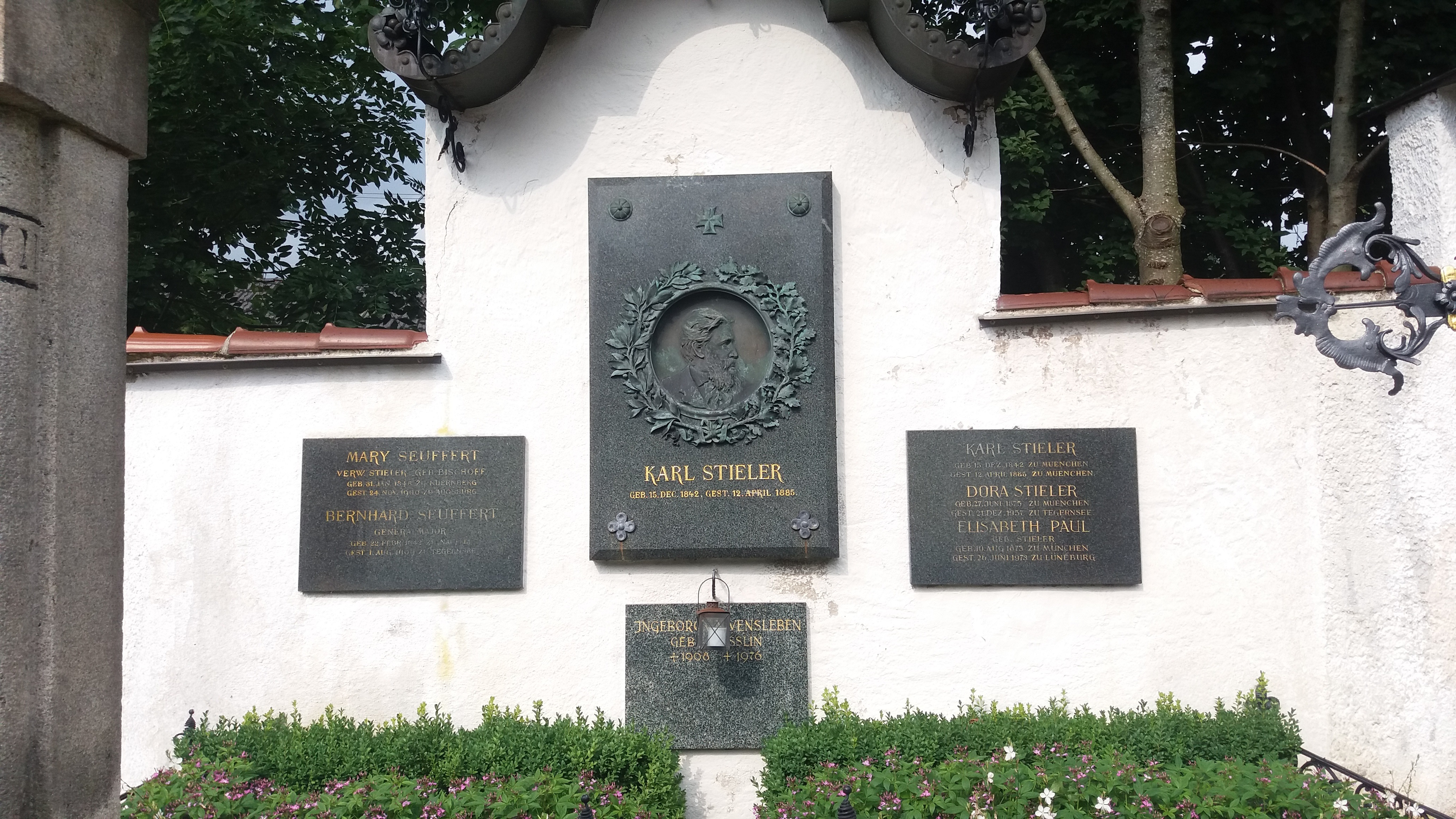
Familiengrabstätte Karl Stieler auf dem Friedhof in Tegernsee

Karl Stieler wurde auf eigenen Wunsch in Tegernsee beigesetzt. So behielt dieser Ort bis zuletzt eine besondere Bedeutung für den Heimatdichter und das Gedenken an ihn.

## Denkmal

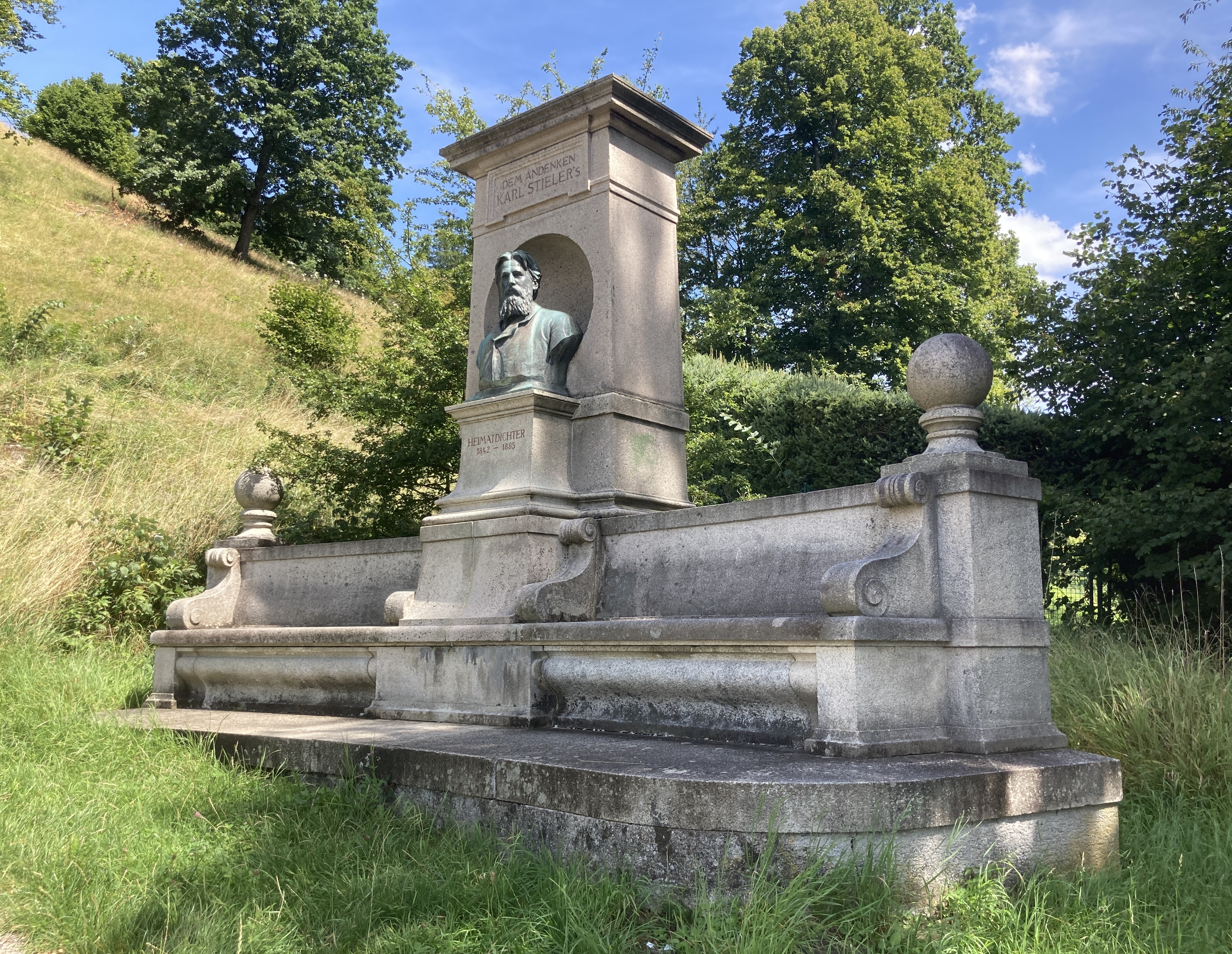
Das Stieler-Denkmal in Tegernsee [https://geohack.toolforge.org/geohack.php?pagename=Liste_der_Baudenkm%C3%A4ler_in_Tegernsee&language=de¶ms=47.70271_N_11.76156_E_region:DE-BY_type:building&title=Stieler+Denkmal%2C+Denkmal+f%C3%BCr+den+Dichter+Karl+Stieler=Lage Lageplan

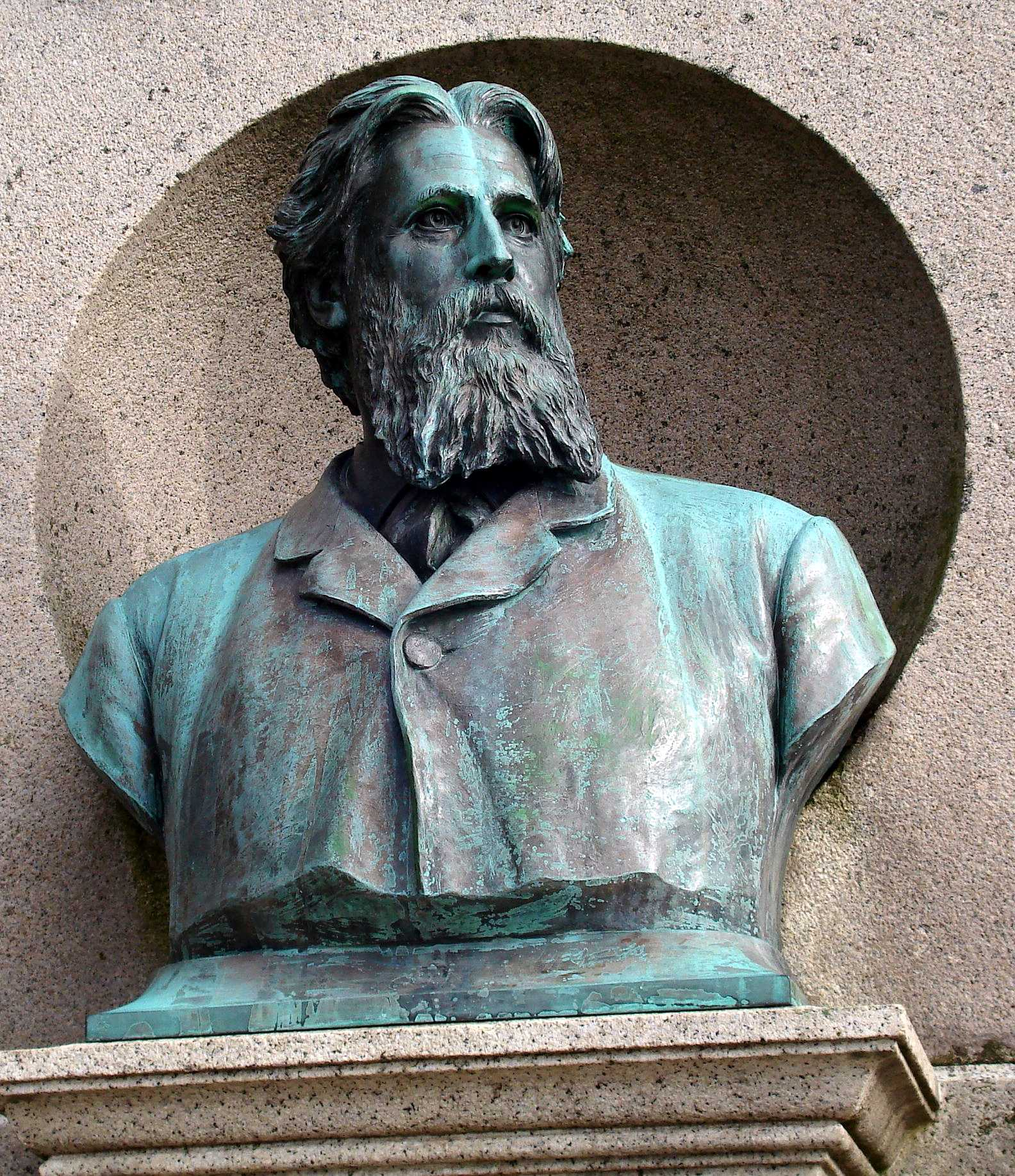
Der „Heimatdichter“ Karl Stieler. Büste auf dem Denkmal in Tegernsee vom Bildhauer Thomas Dennerlein erstellt 1886

Dem „Heimatdichter“ Karl Stieler zu Ehren wurde in Tegernsee das Karl-Stieler-Denkmal mit einer Büste Karl Stielers aufgestellt. Die halbrunde Marmorbank mit Bronzebüste auf einem mittig angeordneten Postament ist von Friedrich von Thiersch, erstellt 1886/87. Die Bronze-Büste erstellte der Bildhauer Thomas Dennerlein.

## Namensgeber für Straßen
Nach Karl Stieler wurde 1886 in München im Stadtteil Am Schlachthof (Stadtbezirk 2 – Ludwigsvorstadt-Isarvorstadt) die Stielerstraße Lageplan benannt. Ebenso gibt es in Tegernsee eine nach Karl Stieler benannte Straße.

## Werk, Stil und Wirkung
Der Schwerpunkt von Karl Stielers schriftstellerischem Schaffen liegt – gerade rückblickend betrachtet – bei der Dialektdichtung und seinen Vorträgen zur bayerischen Kultur. Sein Themenspektrum ist vergleichsweise begrenzt: Erzählungen vom Leben und den Leuten auf dem Lande (Folklore) reihen sich an – teilweise auch ernste, gefühlvolle – Liebeslyrik und Texte von der Begegnung der „einfachen Bevölkerung“ mit Recht und Politik, wobei allgemein ein humorvoller bis karikierender Ton vorherrscht.
Eine Sonderstellung in der damaligen Heimatdichtung nimmt demgegenüber sein politisches Engagement ein. Umfangreichere Gattungen fehlen in Karl Stielers Werk – womöglich hielt er sich hier bewusst zurück.
Aus Sicht der zeitgenössischen Literaturkritik hält die Allgemeine Deutsche Nationalbibliographie  fest, Karl Stieler verdiene hinsichtlich seiner Stoffe und moralischen Tendenzen „stets vollen Beifall: freier Lebensgenuss in den Bergen, Liebesglück und vaterländische Begeisterung“ seien „die immer wiederkehrenden Motive seiner Poesie“, die sich durch eine „saubere“ formale Gestaltung auszeichne.
Seine enge Bindung an Land und Leute ist aus heutiger Sicht wesentlich für sein literarisches Werk, das vielfach als authentischer Anknüpfungspunkt an die Tradition aufgenommen wird. Gerade seinen kulturgeschichtlichen Arbeiten wird aufgrund ihrer anschaulichen, genauen und umfassenden Schilderung, die verschiedene Perspektiven „aus dem Volk“ berücksichtige, dokumentarischer Wert zuerkannt. Wie bei allen geschichtlichen Quellen ist freilich die persönliche Position des selbst beteiligten Autors zum Geschehen kritisch mitzubetrachten.
Gegen Karl Stielers Mundartdichtung wird gelegentlich eingewandt, sie verwende den Dialekt nur oberflächlich, um die Sicht des Dichters – und nicht etwa derjenigen, deren Alltag die Mundart prägt – wiederzugeben, auch setze er ihn nicht immer konsequent ein. Besonders der zeitgenössischen Kritik waren einige seiner Dialektgedichte ohnehin zu grob.
Seine hochdeutsche Lyrik sieht sich dem Vorwurf ausgesetzt, zu stark zu romantisieren und mit historischen Elementen bedenklich frei umzugehen. Das Winteridyll ist davon allerdings ausdrücklich ausgenommen.
Heute erinnern in Tegernsee ein Denkmal am Leeberghang – dem sogenannten Literatenhügel – und nicht zuletzt das Stielerhaus als Gedenk- und Kulturort, an den Dichter. In mehreren deutschen Städten und Gemeinden gibt es Stielerstraßen z. B. in München, Regensburg und Nürnberg.

## Werke (Auswahl)
- Bergbleamln (1865)
- Aus deutschen Bergen (1872)

Richard Püttner: Wiesbaden vom Neroberg aus, vor 1875, Bleistift auf Papier, 17,1 × 20,8 cm, Privatsammlung Wiesbaden.
Diese Skizze diente als Vorlage für Hermann Wagners Holzstich für Karl Stielers 1875 erstmals erschienene Publikation Rheinfahrt. Von den Quellen des Rheins bis zum Meere.

- Italien. Eine Wanderung von den Alpen bis zum Aetna in Schilderungen. (1875)
- Weidmanns-Erinnerungen (1875)
- Rheinfahrt. Von den Quellen des Rheins bis zum Meere. (1876)
- Weil's mi' freut! (1876)
- Habt’s a Schneid? (1877)
- Um Sunnawend! (1878)
- Hochland-Lieder (1879)
- Neue Hochlands-Lieder (1881)
- Wanderzeit (1882)
- In der Sommerfrisch' (1883)
- A Hochzeit in die Berg' (1884)
- Kulturbilder aus Bayern (1885)
- Winter-Idyll (1885)
- Aus Fremde und Heimat (1886)
- Durch Krieg zum Frieden (1886)
- Natur- und Lebensbilder aus den Alpen (1886)
- Von Dahoam (1887)
- Aus der Hütten (1887)
- Reisebilder aus vergangener Zeit (1889)